# 八町 (豊橋町)
八町（はっちょう）は、愛知県豊橋市の地名。

## 歴史

### 沿革
- 江戸時代 - 三河吉田城下に八町小路（八丁小路）の名で所在[1]。吉田城柳生門から悟真寺までの八町通の沿線にあった武家屋敷地[1]。広小路とも称した[1]。
- 明治初年 - 渥美郡豊橋八町となる[1]。1878年（明治11年）までは1丁目から3丁目が存在した[1]。
- 1886年（明治19年） - 豊橋宮下町・豊橋袋町・豊橋東町・豊橋八幡町・豊橋川毛町・豊橋土手町を併合[1]。
- 1889年（明治22年） - 渥美郡豊橋町八町となる[1]。
- 1895年（明治28年） - 豊橋町西八町・中八町・東八町に分割される[1]。
- 1906年（明治39年） - 豊橋市西八町[2]・中八町[3]・東八町[4]となる。
- 1958年（昭和33年） - 豊橋市西八町は同市八町通に編入され、消滅[2]。中八町の一部が八町通に編入[3]。東八町の一部は八町通のほか、鍛冶町・曲尺手町に編入される[4]。
- 1963年（昭和38年） - 中八町は八町通に編入され、消滅[3]。また、東八町の残部は今橋町・関屋町にそれぞれ編入され、消滅[4]。